# 難波吉士赤目子
 難波吉士赤目子（なにわの きし あかめこ、生没年不詳）は、古墳時代の5世紀後半の豪族。姓は吉士。

## 記録
『日本書紀』巻第十四によると、雄略天皇8年（西暦464年）、高句麗が新羅を侵略したため、新羅王は任那（加羅）の王のもとに使いを遣わし、救援を（大和政権に）求めた。任那王が援軍として推薦した将軍（日本府行軍元帥）は、膳臣斑鳩（かしわで の おみ いかるが）、吉備臣小梨（きびの おみ おなし）、そして難波吉士赤目子（なにわの きし あかめこ）であった。